# Perreuil
Perreuil é uma comuna francesa na região administrativa de Borgonha-Franco-Condado, no departamento Saône-et-Loire. Estende-se por uma área de 9,19 km². Em 2010 a comuna tinha 566 habitantes (densidade: 61,6 hab./km²).